# Jacques d'Amboise
Jacques d'Amboise, pseudonimo di Joseph Jacques Ahearn (Dedham, 28 luglio 1934 – New York, 2 maggio 2021), è stato un ballerino, coreografo e attore statunitense.

## Biografia
Jacques D'Amboise fu il primo ballerino del New York City Ballet, dove il famoso coreografo George Balanchine creava balletti ritagliati su di lui. Fu a sua volta coreografo del New York City Ballet.
Debuttò al cinema nel 1954 con il film Sette spose per sette fratelli di Stanley Donen, nel ruolo di Efraim Pontipee; si fice anche notare nel balletto Starlight Carnival, accanto a Susan Luckey, nel musical Carousel (1956), diretto da Henry King e adattamento dell'omonima commedia musicale di Richard Rodgers e Oscar Hammerstein II.
Jacques d'Amboise morì nel 2021, all'età di 86 anni, per le complicazioni di un ictus.

## Vita privata
Sposò il 1º gennaio 1956 la fotografa e ballerina Carolyn George (morta nel 2009) dalla quale ebbe 4 figli, tra i quali il ballerino e coreografo Christopher d'Amboise e la ballerina Charlotte d'Amboise, moglie del collega Terrence Mann.

## Filmografia parziale
- Sette spose per sette fratelli (Seven Brides for Seven Brothers), regia di Stanley Donen (1954)
- Carousel, regia di Henry King (1956)
- La felicità non si compra (The Best Things in Life Are Free), regia di Michael Curtiz (1957)
- Un poliziotto fuori di testa (Off Beat), regia di Michael Dinner (1986)